# Doro (Telecomunicaciones)
Doro (Telecomunicaciones) es una compañía sueca que comercializa productos y software de telecomunicaciones para personas con necesidades especiales, en particular, los usuarios de edad avanzada. La empresa cotiza en la bolsa OMX Stockholm, Nordic List, Small Companies y en 2011 tuvo ingresos de 745 millones de coronas suecas.